# Actium cochisei
Actium cochisei är en skalbaggsart som beskrevs av Chandler 1985. Actium cochisei ingår i släktet Actium och familjen kortvingar. Inga underarter finns listade i Catalogue of Life.